# Kakogawa
Kakogawa (jap. 加古川市 Kakogawa-shi) – miasto w Japonii, na wyspie Honsiu, w prefekturze Hyōgo.

## Położenie
Miasto leży w południowej części prefektury Hyōgo. Sąsiaduje z miastami: 
- Ono,
- Miki,
- Takasago,
- Himeji,
- Akashi,
- Kasai.

## Historia
Miasto powstało 15 czerwca 1950 roku.

## Miasta partnerskie
- Brazylia: Maringá – od 1973,
- Nowa Zelandia: Waitakere – od 1992